# Fritz Hilgenstock
Fritz Hilgenstock (* 8. September 1898 in Barmen; † 30. Oktober 1961 in Salzburg; vollständiger Name: Friedrich Karl Ernst Hilgenstock) war ein deutscher Studentenfunktionär in der Weimarer Republik und im Nationalsozialismus ein erfolgreicher Architekt.

## Leben
Hilgenstock war der Sohn eines Bauunternehmers. Nach dem Abschluss der Oberrealschule studierte er an der Technischen Hochschule Hannover. 1918 wurde er Mitglied der Hannoverschen Burschenschaft Arminia. Er schloss das Studium als Diplom-Ingenieur ab.
Von 1922 bis 1923 war er Vorsitzender und von 1924 bis 1931 einer der beiden „Ältesten“ der Deutschen Studentenschaft (DSt). Aus seiner Rolle in der DSt wurde er in der Aufstiegsphase des Nationalsozialistischen Deutschen Studentenbundes (NSDStB) verdrängt. Als Hannoveraner Studentenführer war er 1925 „maßgeblicher Agitator“ eines antisemitischen studentischen „Kampfausschusses“, der den jüdischen Philosophen und Publizisten und Professor Theodor Lessing von der Hochschule vertrieb.
Hilgenstock war Vorsitzender des Hochschulpolitischen Ausschusses der Deutschen Burschenschaft (DB). Nach Konflikten der Korporationen mit dem NSDStB, dessen Volksgemeinschaftsideologie in einem „schroffen Gegensatz“ zum „elitären Selbstverständnis der Korporationen“ stand und der den Konkurrenten den Rang ablief, war Hilgenstock 1932 ein Initiator der Hochschulpolitischen Arbeitsgemeinschaft (Hopoag) unter Führung der DB, die den Einfluss der korporierten Verbände sichern sollte. Dabei stellte Hilgenstock den grundsätzlichen Konsens mit dem Nationalsozialismus nicht in Frage: Er bedauerte den Konflikt mit dem NSDStB, weil „es sich letzten Endes ... um einen Bruderkampf“ handle, und betonte die „Zustimmung zu den Grundgedanken des Nationalsozialismus“. Der NSDStB wirke sich „zum Schaden der nationalsozialistischen Bewegung“ aus. Als nach dem Machtübergang auf die Regierung Hitler aus Nationalsozialisten und Deutschnationalen im April 1933 ein neues Studentenschaftsrecht in Kraft trat, das Studenten mit „nichtarischen“ Eltern und/oder Großeltern aus der Studentenschaft ausschloss, begrüßte Hilgenstock diesen Schritt: „Jetzt wird der Volksbürgergrundsatz ... durchgeführt, eine Lösung, die wir wärmstens begrüßen und die bisher auf Grund der Weimarer Verfassung nicht möglich war“.
Hilgenstock, lange Mitglied der Deutschvölkischen Freiheitsbewegung, trat 1937 der NSDAP bei. Seit 1940 war er als Architekt Mitglied der Reichskammer der bildenden Künste.
Seit 1934 war Hilgenstock als selbstständiger Architekt in Berlin, Wilhelmshaven und Posen tätig. Er konnte sich im Rahmen der Rüstungswirtschaft an umfangreichen staatlichen Bauvorhaben beteiligen, so an dem 60-Millionen-Reichsmark-Projekt für Marine-Intendantur und Wohngebäude für tausende Marineangehörige und Werftarbeiter in Wilhelmshaven, an Baustellen in Estland, Hannover, Posen und Bremen der Focke-Wulf AG, dem Stollenbau (Stollenvortrieb) in Blankenburg (Harz), einer Außenstelle zunächst des KZ Buchenwald, dann des KZ Mittelbau, für den hunderte meist jüdischer Zwangsarbeiter eingesetzt wurden.
Nach dem Ende des Nationalsozialismus setzte Hilgenstock seine berufliche Tätigkeit fort, unter anderem mit dem Bau von Wohngebäuden für die US-Armee (1950). Er starb durch einen Autounfall.

## Schriften
- Die sittlichen Grundlagen des Dritten Reiches. Die Arbeitstagung der Deutschvölkischen Freiheitsbewegung am 19. u. 20. Januar 1929 in Berlin. 1929.
- Faschistische oder deutsche Staatsform? Vortrag von Fritz Hilgenstock, gehalten auf der Arbeitstagung der Deutschvölkischen Freiheitsbewegung in Berlin vom 1.–2. Februar 1930. (= Unsere Waffen. Rüstzeug der Deutschvölkischen Freiheitsbewegung, Folge 21) 1930.
- Ehre, Freiheit, Vaterland. Zeugnisse der Tapferkeit in der Zeit des deutschen Unheils. (= Das ABC des Nationalen Bücher-Dienstes.) 1936.